# 沼御前

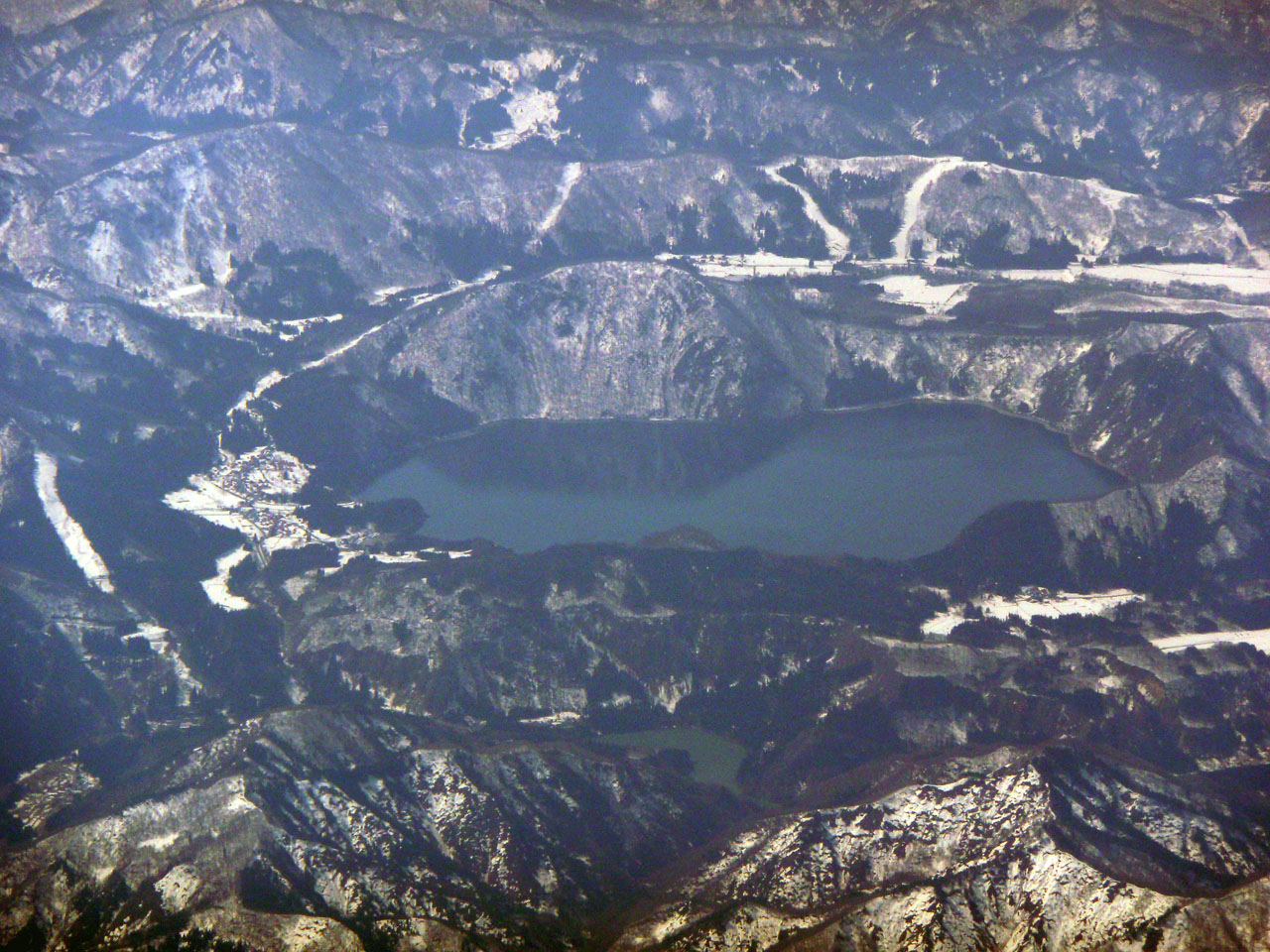
沼沢湖

沼御前（ぬまごぜん）は、福島県大沼郡金山町の沼沢湖（沼沢沼）の主と伝えられている大蛇。
髪の長さが2丈（約6メートル）もある若い美女に化けることができ、人を惑わせたり襲ったりし、近隣の村人たちから恐れられたと伝えられている。鉄砲で撃たれても死ななかったともいわれる。

## 伝承

### 大蛇退治
鎌倉時代。当時の領主・佐原十郎義連は、村人の恐れるこの大蛇を退治するため、家来50～60人（12人という説もある）を率いて船や筏で沼に進み出でた。
義連たちが大蛇を罵る言葉を吐くと、空が曇って雷鳴が轟き、大入道が現れた。義連たちはこれぞ大蛇の化身と立ち向かったが、荒れ狂う波に船が揺れて自由に戦うことができず、波の中へ姿を消してしまった。湖畔で待機していた家来たちはどうすることもできず、ただ慌てるばかりであった。
やがて荒波と共に、大蛇が苦しみつつ姿を現した。その頭には義連が跨って刀を振りかざしていた。家来たちもろとも大蛇に飲み込まれながらも、刀で大蛇の腹を斬り裂いて脱出したのだ。本来なら蛇の腹の中の猛毒で命を落とすはずであったが、彼の兜に縫い付けられていた金の観音菩薩が蛇の毒から身を護ってくれたのであった。
こうして大蛇は退治され、義連はその頭を斬り落として土に埋めた。その後も大蛇の怨念は地の底から機を織るような音をさせたので、祟りを鎮めるため、人々は神社を建てて大蛇を祀ったという。この神社は、現在においても沼御前神社として金山町に実在する。
沼沢湖では、この伝説を再現した「湖水祭り・大蛇退治」が毎年8月の第一日曜日に開催されている。

### その後
退治されたはずの大蛇がその後も生きていたと思わせる伝承が残されている。
その1
弘安年間の7月。おなつという少女が沼沢湖で泳いでいる最中に消息を絶ち、大騒動となった。人々は昼夜問わずおなつを捜索したが、見つかることはなかった。
3日が過ぎた頃、村に滞在していた実宗という上総国の山伏が、おなつを嫁に貰うという条件のもと、おなつを探し当てることを請け負った。実宗は三日三晩、滝に打たれて断食祈願をした末、おなつの居場所を言い当てた。その言葉通りの場所でおなつは助け出されたものの、言葉を喋らず、夕陽を見て泣くばかりの毎日を過ごしていた。
最期におなつは「沼御前は昼に機を織り、夜には乙姫様のような姿から恐ろしい大蛇と化す」と語ったという。
その2
正徳3年（1713年）。ある猟師が、早朝に沼沢湖に猟に行った。すると向こう岸で、髪の長さが2丈あまりもある、20歳ばかりの美女が腰から下を水に浸け、せっせとお歯黒を付けていた。
これぞまさしく湖の主の大蛇に違いないと、強気な猟師は狙いを定めて鉄砲を放った。女は胸板を撃ち抜かれ、そのまま水中に消えた。途端に雷鳴のように音が轟き、波は荒れ、黒雲が立ちこめ、水煙が空に届くほど湖水が沸き立った。
驚いた猟師は一目散に逃げ帰ったが、幸いにしてその後は何の祟りも無かったという。これは江戸時代中期の書物『老媼茶話』に語られている。